# Стари хамам у Вучитрну
Стари хамам у Вучитрну, познат и као Гази Али бегов хамам је један од најстаријих и најистакнутијих споменика у Вучитрну.

## Историјат
Хамам се налази у старом градском језгру Вучитрна, а саградио га је Гази Али бег на прелазу из 14. у 15. век. Јавна купатила су била укључена за оба пола. Технички софистицирана зграда је пример „Тек хамама”, укључујући велико предворје покривено масивном осмоугаоном куполом, другу просторију за грејање и чишћење и две нише поплочане белим мермером за сваки пол, за купање. Курна (камена купка) у свакој ниши је снабдевена централним резервоаром топле воде. Женска ниша је по дизајну слична оној у пећком хамаму.
Јасно је да је структура грађена у две фазе: првобитни под и три доње куполе, прва; затим спољни улаз од туфа који датира из 17. века и обухвата целу површину зграде. Некоришћен од 1970-их, објекат је реновиран са фокусом на фасаду и куполу од августа 2013. до маја 2014. године.